# Хайдара, Махаман Алассан
 Махаман Алассан Хайдара (фр.  Mahamane Alassane Haïdara; 1 января 1910 года, Томбукту, Верхний Сенегал и Нигер, ныне Республика Мали — 17 октября 1981 года, там же) — политический и государственный деятель Мали, один из основателей и лидеров Африканского демократического объединения, сенатор Франции, затем председатель Законодательного собрания автономной Суданской республики. Ближайший соратник малийского лидера Модибо Кейты, он стал первым председателем Национального собрания Республики Мали (1960—1968) и был отстранён от политики после переворота 1968 года.

## Биография
Махаман Алассан Хайдара родился 1 января 1910 года в городе Томбукту на севере французской территории Верхний Сенегал и Нигер. Окончил Нормальную школу на острове Горе в Сенегале, вернулся на родину и более 20 лет работал в преподавателем, а затем директором школы в Тимбукту.

### Приход в политику
Хайдара был членом профсоюза учителей Французской Западной Африки и после окончания Второй мировой войны, когда Франция приняла меры к демократизации общественной жизни в колониях, включился в политическую деятельность. В 1945 году он стал генеральным секретарем отделения близкой к французским социалистам Прогрессивной партии Судана в административном округе Ниафунке, расположенном на реке Нигер, на западе округа Тимбукту. Однако в следующем 1946 году Хайдара перешёл в массовое межтерриториальное Африканское демократическое объединение, выступавшее в союзе с Французской коммунистической партией и насчитывавшее более миллиона человек в африканских колониях Франции. Вместе с лидерами Объединения Феликсом Уфуэ-Буаньи и Мобидо Кейтой он принял активное участие в Учредительном съезде АДО в Бамако в октябре 1946 года, где представлял народы Петли Нигера. Хайдара безуспешно баллотировался в Генеральный совет Судана на дополнительных выборах 1947 года от Мопти и на выборах 1948 года от округа Тимбукту-Гао, однако в ноябре 1948 года ему на волне популярности АДО удалось быть избранным в Сенат Франции.

### Сенатор Франции
14 ноября 1948 года Махаман Алассан Хайдара стал членом Совета Республики и занял сенаторское кресло в Люксембургском дворце в Париже. Он присоединился к группе Африканского демократического объединения, затем с 1950 года, когда на АДО начались гонения, по 1955 год выступал как независимый сенатор, а начиная с 1956 года входил в группу Независимых от заморских территорий и Африканского демократического объединения (фр.  Indépendants d'outre-mer et du Rassemblement Démocratique Africain (IOM-RDA)). Некоторое время Хайдара возглавлял в Сенате фракцию АДО и партии Суданский союз.
В период своей парламентской деятельности Махаман Алассан Хайдара занимался в основном проблемами Французского Союза и заморских территорий. В 1949 году он принял активное участие в обсуждении законопроектов, относящихся к организации и составу Верховного совета Французского Союза и к учреждению Территориальной представительной ассамблеи в Кохинхине (Вьетнам). С января 1949 года Хайдаря являлся членом Комиссии по пенсионному обеспечению, через год стал членом Комиссии по заморским территориям Франции. Особое внимание он уделял вопросам повышения статуса народов заморских территорий, в марте 1950 года выражал беспокойство положениями законопроекта о наказаниях за покушение на внешнюю безопасность государства, рекомендовал распространить на колонии амнистию июля 1953 года.
Одновременно в марте 1952 года Хайдара был избран территориальным советником Судана от Суданского союза-АДО.
19 июня 1955 года Махамана Алассана Хайдару переизбрали в Совет Республики, в феврале 1956 года он был избран штатным членом Комиссии народного образования, а в декабре того же года — штатным членом Комиссии временной координации, созданной для рассмотрения законопроекта об общей организации регионов Сахары. В 1959 году он стал членом Комиссии внешнеполитической деятельности, обороны и вооруженных сил и Комиссии по социальным вопросам.
21 марта 1957 года сенатор Хайдара был переизбран в Территориальную ассамблею Французского Судана. В том же году на съезде Африканского демократического объединения в Бамако он стал казначеем партии.
Его мандат сенатора истёк 15 июля 1959 года, уже при режиме Пятой Республики во Франции.

### Глава парламента автономии
На родине Махаман Алассан Хайдара оставался одним из ведущих политиков и ближайшим соратником национального лидера Модибо Кейты. В августе 1958 года на V съезде Суданского союза он был избран членом Политбюро СС-АДО, в ноябре того же года стал депутатом и председателем временной Законодательной Ассамблеи Суданской республики, куда был переизбран 8 марта 1959 года. В этом качестве Хайдара входил в состав Сената Французского сообщества, где возглавлял самую многочисленную (13 человек) делегацию от автономий.

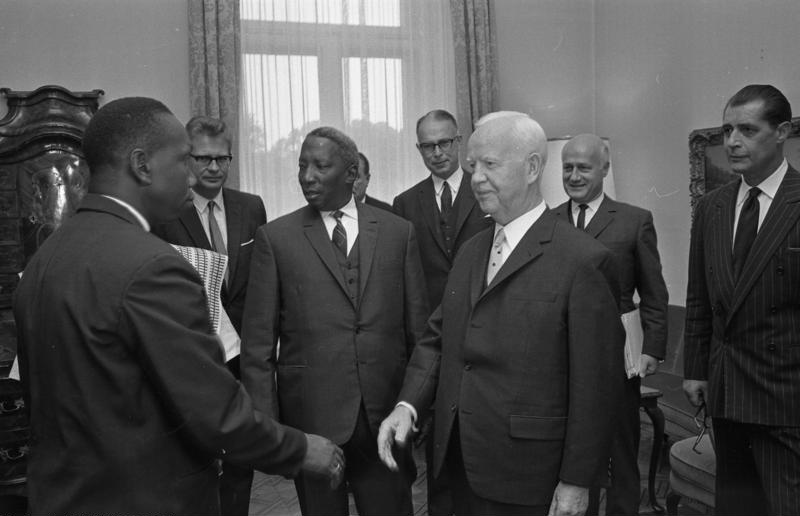
Махаман Алассан Хайдара и федеральный президент Федеративной Республики Германии Генрих Любке. 29 июля 1966 года.

Во время начавшегося вскоре процесса интеграции колоний Французской Западной Африки Махаман Алассан Хайдара стал одним из представителей Суданской республики на конференции в Бамако 29 декабря 1958 года, когда было принято решение об объединении ряда африканских автономий в Федерацию Мали. Он руководил делегацией Судана в Федеральном Учредительном собрании Мали 14-17 января 1959 года, официально заявил о желании своей страны вступить в Федерацию и провёл ратификацию федеральной конституции через Законодательную ассамблею 22 января того же года, после чего в марте сложил полномочия парламентария Федерации.

### Глава парламента Республики Мали
В период существования Федерации Мали Махаман Алассан Хайдара продолжал оставаться председателем Законодательного собрания Суданской республики как субъекта этой федерации. Когда в 1960 году федерация распалась и Модибо Кейту с его товарищами выслали из Дакара на родину, Хайдара собрал 22 сентября 1960 года Чрезвычайную сессию Законодательного собрания, которая в тот же день провозгласила независимую Республику Мали. Он вместе с Кейтой участвовал в церемонии провозглашения независимости и теперь стал первым председателем Национального собрания Мали.
В последующие годы Махаман Алассан Хайдара неизменно возглавлял законодательную власть Мали и оказывал полную поддержку курсу Модибо Кейты на построение африканского социализма. После выборов 12 июня 1964 года он был переизбран председателем Национального собрания. В этом качестве Хайдара во главе парламентских делегаций Мали совершал поездки по зарубежным странам и 28 июля-3 августа 1962 года посетил Советский Союз.

### Поездка в СССР
28 июля 1962 года Алассан Махаман Хайдара по приглашению Верховного Совета СССР самолётом прибыл в Москву во главе парламентской делегации Мали. В состав делегации входили депутаты Национального собрания Алассан Туре, Десоль Траоре, Амаду Ба, Юсуф Дембеле, Мамаду Траоре, генеральный секретарь Национального собрания Ламин Кейта и директор радио Мали Расин Кан. В аэропорту Шереметьево, украшенном национальными флагами СССР и Мали, делегацию встречали заместитель Председателя Президиума Верховного Совета СССР М. А. Искандеров, Председатель Совета Национальностей Верховного Совета СССР Я. В. Пейве, заместитель Председателя Совета Союза Верховного Совета СССР М. А. Абдурразаков, Секретарь Президиума Верховного Совета СССР М. П. Георгадзе, депутаты Верховного Совета СССР Ю. И. Дудин, М. А. Ольшанский, председатель Государственного комитета Совета Министров СССР по радиовещанию и телевидению М. А. Харламов, ответственные сотрудники Президиума Верховного Совета СССР, МИД СССР, общественных организаций. На аэродроме также присутствовали посол Мали в СССР Мамаду Фадиола Кейта, посол Гвинеи в СССР Сори Каба, посол Ганы в СССР Д. Б. Эллиот, сотрудники посольств Мали и ГДР. На аэродроме М. А. Хайдара и Я. В. Пейве обменялись речами. Я. В. Пейве выразил надежду, что визит в СССР представителей молодого государства будет способствовать развитию дружеских связей между странами, Хайдара поблагодарил советскую сторону за предоставленную возможность посетить СССР:
Мы испытываем особую радость, что прибыли в страну, строящую коммунизм, в страну великого Ленина. Этот визит будет полезным для нас и послужит хорошим уроком для строительства социализма в нашей стране. Он будет способствовать укреплению дружбы между народами Мали и СССР.
Вскоре по прибытии парламентская делегация Мали вылетела в Таджикскую ССР для ознакомления с парламентской системой и достижениями этой союзной республики. К её приезду в библиотеке им. Фирдоуси в Душанбе была открыта выставка «Мали смотрит в будущее». 31 июля делегация нанесла визит Председателю Президиума Верховного Совета Таджикской ССР М. Р. Рахматову, который рассказал малийским парламентариям о достижениях республики, о деятельности Верховного Совета и его комиссий. Во время встречи М. А. Хайдара заявил: «Мы хотим ещё раз продемонстрировать нашу волю к укреплению дружбы между нашими народами. Мы хотим так же изучить опыт вашей страны, раньше нас вставшей на путь социалистического строительства». . 1 августа малийские парламентарии вылетели из Душанбе и прибыли в Москву.
2 августа 1962 года М. А. Хайдара и члены делегации встретились в Кремле с председателями палат Верховного Совета СССР И. В. Спиридоновым и Я. В. Пейве и с членами постоянных комиссий Верховного Совета СССР. Махаман Алассан Хайдара ещё раз поблагодарил советскую сторону за представленную возможность посетить СССР и передал И. В. Спиридонову и Я. В. Пейве приглашение направить делегацию Верховного Совета СССР и Мали. В тот же день Верховный Совет СССР дал обед в честь малийских парламентариев, во время которого М. А. Хайдара и Я. В. Пейве обменялись речами. 3 августа 1962 года делегация Мали отбыла в Германскую Демократическую Республику.

### Завершение политической карьеры
Когда политическая обстановка в Мали обострилась и 2 марта 1966 года Модибо Кейта создал для управления страной Национальный комитет защиты революции, Хайдара вошёл в его состав . После того, как 17 января 1968 года было досрочно, за год до истечения полномочий, распущено Национальное собрание Мали, президент Модибо Кейта 25 января сформировал Законодательную комиссию (фр. Délégation legislatives) из 28 членов, во главе которой был вновь поставлен Махаман Алассан Хайдара.
Во время военного переворота 19 ноября 1968 года Хайдара находился в Томбукту, где был задержан военными и переправлен в тюрьму в Бамако. Через некоторое время он был освобождён, вернулся на родину в Тимбукту и больше не возвращался к политической деятельности.
 Махаман Алассан Хайдара скончался 17 октября 1981 года в городе Томбукту.

## Память
В 1995 году имя Махамана Алассана Хайдары получил колледж в Тимбукту.